# 阿富汗共产党（毛主义）
阿富汗共产党（毛主义）（羅馬化：Hizb-i Komūnist (Ma'uist) Afġānistān），前称阿富汗共产党，是阿富汗的一个地下共产主义政党。该党成立于2004年，以马列毛主义为导向，由5个马列毛主义政党合并而来。它是已解散的革命国际主义运动的成员。
2001年—2021年美国占领阿富汗期间，该党的既定目标是发动人民战争，将外国军队驱逐出阿富汗，最终在该国建立新民主主义社会和社会主义。2021年年中，美军从阿富汗撤军，塔利班建立阿富汗伊斯兰酋长国后，该党将其主要目标改为推翻塔利班政府。

## 历史
阿富汗的第一个共产主义组织进步青年组织成立于1965年。当时，学生、工人和社会活动家发动示威游行和罢工，并与查希尔·沙阿国王的警察和军队发生战斗。这些斗争促成了进步青年组织的成立。一些知识分子和政治活动家联合在一起，形成了阿富汗第一个以阿富汗革命为目标的共产主义组织。毛派人士阿克拉姆·亚里就是其中的一个领导者，他在进步青年组织的成立中发挥了重要作用。
建立后，进步青年组织一直处于地下状态。该组织发行了出版物《永恒火焰》。《永恒火焰》自称为新民主主义出版物，并进行了广泛而公开的发行。在出版了11期之后，《永恒火焰》被政府禁止发行。当时的政府利用执法部门和伊斯兰原教旨主义者来对抗《永恒火焰》的支持者。这一政策导致了支持毛主义和反对毛主义的人之间的肢体冲突，导致著名的毛派学生领袖赛达尔·索坎丹死亡，他在喀布尔大学的校园内被古勒卜丁·希克马蒂亚尔暗杀身亡。古勒卜丁·希克马蒂亚尔后来建立了阿富汗伊斯兰党，该党是美国的重要盟友。
阿富汗人民民主党通过军事政变上台后，宣布进步青年组织领导的毛主义运动是其首要敌人。所有属于毛派运动的人都被逮捕和杀害，约有数千毛派及其盟友死亡。剩余失去领袖的毛派分子形成了几个组织，以对抗阿富汗人民民主党政权及苏联的入侵。在此期间，一些共产主义团体与之前它们反对的伊斯兰聖戰者形成了紧密的同盟。
强硬派毛主义组织脱离了那些与圣战者合作的组织。1980年后，这些组织成立了阿富汗共产主义小组。阿富汗共产主义小组与其它组织一同组成了阿富汗革命共产主义组织，该组织于1991年宣布成立阿富汗共产党。阿富汗共产党再次出版了《永恒火焰》，以表明他们将继续追随进步青年组织及其创始人阿克拉姆·亚里的脚步。
2001年美国入侵阿富汗之后，阿富汗共产党呼吁毛派组织团结在一个单一的、统一的毛主义政党下。为此，阿富汗共产党同其他四个毛主义组织组成了阿富汗马列毛主义运动团结委员会。经过三年的意识形态斗争，团结委员会最终召开了共产主义（马列毛）运动团结代表大会。团结代表大会于2004年5月1日结束，阿富汗共产党（毛主义）成立。